# Fernando Correa
Fernando Correa (ur. 6 stycznia 1974 w Montevideo) – urugwajski piłkarz grający na pozycji napastnika.

## Kariera

### Kariera klubowa
Fernando Correa karierę rozpoczął w River Plate Montevideo. W 1995 roku wyjechał do Hiszpanii, do Atlético Madryt, w którym w sumie występował przez 8 lat. Correa w międzyczasie przebywał na wypożyczeniu w Racingu Santander. Następnie występował w RCD Mallorca (2003–2005) oraz w Realu Valladolid (2005–2006). W 2006 roku powrócił do swego macierzystego klubu, lecz po niespełna roku znów wyjechał za granicę, tym razem do chińskiego klubu Shanghai Shenhua. Przez cały sezon zagrał tam w ledwie 4 meczach i po jego zakończeniu znów powrócił do Urugwaju. Correa został zawodnikiem CA Peñarol, gdzie występował przez 2 lata. W 2009 roku po raz kolejny przeszedł do River Plate Montevideo, klubu, w którym się wychował.

### Kariera reprezentacyjna
Correa w reprezentacji Urugwaju zadebiutował w 1994 roku. Wystąpił w niej 3-krotnie.